# Stadio Mladost (Kruševac)
Lo Stadio Mladost (in serbo Стадион Младост?, Stadion Mladost, lett. "stadio gioventù") o Stadio pod Bagdalom (in serbo Стадион под Багдалом?, Stadion pod Bagdalom) è uno stadio da calcio ubicato a Kruševac, in Serbia. Ospita le partite casalinge del Napredak Kruševac e ha una capacità di 10 331 posti a sedere.
È incluso nel centro sportivo cittadino, lo Sportski Centar Kruševac.

## Storia
Lo stadio fu costruito nel 1976 nel tempo record di 60 giorni ed alla sua inaugurazione poteva ospitare fino a 25 000 spettatori. Aprì il 26 agosto 1976 ed ospitò l'incontro della seconda giornata della Prva Savezna Liga tra Napredak e NK Zagreb.
Lo stadio fu ristrutturato nel 2011 e furono installati dei nuovi seggiolini su tutte le tribune, un nuovo schermo LED Philips e dei riflettori con una potenza di 2000 Lux. I costi di modernizzazione si sono aggirati sui 110 milioni di dinari. La capienza dello stadio dopo la ristrutturazione è di 10 331 posti a sedere.
Il 25 aprile 2012, in occasione della partita di campionato tra il Napredak e lo Sloga Kraljevo che finì 2-0 per i padroni di casa, lo stadio ospitò per la prima volta una partita in notturna. La partita si giocò di fronte a 8 000 spettatori.
Dopo che la Vojvodina decise di smettere di organizzare le partite della finale della Coppa di Serbia nel proprio stadio di casa, lo Stadio Karađorđe, alla FSS arrivò la richiesta da Kruševac di poter organizzare ed ospitare l'evento. La federazione accettò dopo le dovute ispezioni e così il 16 maggio 2012, lo stadio ospitò per la prima volta la finale della Coppa di Serbia. Per la prima volta la finale fu giocata fuori sia da Belgrado che da Novi Sad e fu vinta dalla Stella Rossa, che sconfisse il Borac Čačak 2-0.
Lo stadio ospitò nel 2013 la finale della Coppa di Serbia di calcio femminile che si disputò tra la sezione femminile del Napredak Kruševac e quella dello Spartak Subotica. Le calciatrici dello Spartak vinsero 3-0, vincendo per la seconda volta consecutiva la coppa nazionale.

## Incontri di rilievo
| Data            | Competizione              | Incontro                       | Risultato | Note              |
| --------------- | ------------------------- | ------------------------------ | --------- | ----------------- |
| 23 marzo 2003   | Amichevole internazionale | Serbia e Montenegro - Bulgaria | 1-2       | 10 000 spettatori |
| 16 maggio 2012  | Finale Coppa di Serbia    | Stella Rossa - Borac Čačak     | 2-0       | 10 000 spettatori |
| 10 ottobre 2019 | Amichevole internazionale | Serbia - Paraguay              | 1-0       | 10 000 spettatori |